# اتصال بين نجمي

الاتصال بين النجوم هو عملية نقل الإشارات بين الأنظمة الكوكبية. من المحتمل أن يكون إرسال الرسائل بين النجوم أسهل بكثير من السفر بين النجوم، حيث يكون ذلك ممكنًا مع التقنيات والمعدات المتوفرة حاليًا. ومع ذلك، فإن المسافات من الأرض إلى الأنظمة الأخرى التي يحتمل أن تكون مأهولة بالسكان تؤدي إلى تأخيرات باهظة، بافتراض حدود سرعة الضوء. حتى الرد الفوري على الاتصالات اللاسلكية المرسلة إلى النجوم على بعد عشرات الآلاف من السنين الضوئية يستغرق وصول العديد من الأجيال البشرية.

## الراديو
يقوم مشروع البحث عن ذكاء خارج الأرض على مدى العقود العديدة الماضية بالبحث عن الإشارات التي تنتقل عن طريق الحياة خارج الأرض الواقعة خارج النظام الشمسي، في المقام الأول في الترددات الراديوية للطيف الكهرومغناطيسي. تم إيلاء اهتمام خاص لعملية ثقب المياه، وتكرار أحد خطوط امتصاص الهيدروجين المحايدة، بسبب ضجيج الخلفية المنخفض في هذا التردد وارتباطه الرمزي بأساس ما يُرجح أن يكون النظام الأكثر شيوعًا للكيمياء الحيوية.
كان يُعتقد لفترة وجيزة أن النبضات الراديوية العادية المنبعثة من النجوم النابضة هي إشارات ذكية محتملة؛ تم تسمية النجم النابض الأول الذي تم اكتشافه في الأصل باسم "LGM-1"، لـ"Little Green Men". لكن سرعان ما تقرر أنهم من أصل طبيعي.
تم إجراء عدة محاولات لنقل الإشارات إلى النجوم الأخرى أيضًا. كانت إحدى الرسائل الأولى والأكثر شهرة هي الرسالة الإذاعية لعام 1974 المرسلة من أكبر تلسكوب راديوي في العالم، وهو مرصد أرسيبو في بورتوريكو. كانت رسالة بسيطة للغاية تستهدف مجموعة من النجوم الكروية المعروفة باسم M13 في مجرة درب التبانة وعلى مسافة 30،000 سنة ضوئية من النظام الشمسي. ومع ذلك، كانت هذه الجهود رمزية أكثر من أي شيء آخر. علاوة على ذلك، تحتاج الإجابة المحتملة إلى ضعف وقت السفر، أي عشرات السنين (بالقرب من النجوم) أو 60،000 سنة.

## أساليب أخرى
تم اقتراح طرق اتصال أكثر غرابة، مثل النيوترينو المعدل أو انبعاثات الموجات التثاقلية. سيكون لها ميزة كونها محصنة بشكل أساسي ضد التداخل من خلال تدخل المادة.
قد يكون إرسال حزم بريد فعلية بين النجوم مثاليًا للعديد من التطبيقات. في حين أن حزم البريد ستقتصر على الأرجح على سرعات أقل بكثير من الإشارات الكهرومغناطيسية أو غيرها من إشارات السرعة الخفيفة، فإن كمية المعلومات التي يمكن ترميزها في بضعة أطنان فقط من المادة المادية يمكن أن تعوض أكثر من من حيث متوسط عرض النطاق الترددي. اقترح رونالد بريسويل لأول مرة إمكانية استخدام تحقيقات المراسلة بين النجوم للتواصل بين النجوم -المعروفة باسم تحقيقات بريسويل- في عام 1960، وتم إثبات الجدوى التقنية لهذا النهج من خلال دراسة المركبة الفضائية من قبل جمعية الكواكب البريطانية في مشروع داديالوس في عام 1978. بدءًا من في عام 1979، قدم روبرت فريتاس حججًا متقدمة لاقتراح أن المجسات الفضائية المادية توفر أسلوبًا فائقًا للاتصال بين النجوم للإشارات اللاسلكية، ثم أجرت عمليات بحث تلسكوبية لمثل هذه المجسات في عام 1979 و1982.